# LGBT práva na Falklandách
Situace práv leseb, gayů, bisexuálů a translidí je na Falklandách dost nejednoznačná z důvodu izolace ostrovů a nedostatku informací v médiích o LGBT lidech a jejich právním postavení.

## Zákony týkající se stejnopohlavní sexuální aktivity
Až do roku 1989 byla sexuální aktivita mezi osobami téhož pohlaví trestným činem. Legální věk způsobilosti k pohlavnímu styku byl sjednocen v roce 2005.

## Stejnopohlavní soužití
Falklandy nedávají stejnopohlavním svazkům žádný právní status.
13. května 2015 doporučil generální prokurátor Výkonné radě zvážit otázku legalizace stejnopohlavního manželství nebo registrovaného partnerství.
13. ledna 2016 následujíc po veřejné konzultaci se Rada rozhodla vyslyšet doporučení generálního prokurátora a zpracovala novelu manželského zákona umožňující homosexuálním párům uzavírat sňatky.

## Adopce a plánování rodiny
Podle oficiálního zdroje není homosexuálním párům žijícím na Falklandách umožněné osvojování dětí.
Zda zdejší zákony zpřístupňují lesbám asistovanou reprodukci zůstává dosud nevyjasněné.

## Ochrana před diskriminací
Článek 16 Ústavy Falklandských ostrovů zakazuje diskriminaci jiných sexuálních orientací.

## Souhrnný přehled
| Legální stejnopohlavní styk                                                             | (1989)                                       |
| Stejný legální věk způsobilosti k pohlavnímu styku pro obě orientace                    | (2005)                                       |
| Anti-diskriminační zákony v zaměstnání                                                  | (2008)                                       |
| Anti-diskriminační zákony v přístupu ke zboží a službám                                 | (2008)                                       |
| Anti-diskriminační zákony v ostatních oblastech (homofobní urážky, zločiny z nenávisti) | (2008)                                       |
| Stejnopohlavní manželství                                                               | (Navrženo)                                   |
| Registrované partnerství                                                                | No                                           |
| Adopce LGBT jednotlivcem                                                                |                                              |
| Adopce dítěte partnera                                                                  | No                                           |
| Společná adopce dětí stejnopohlavními páry                                              | No                                           |
| Gayové a lesby smějí otevřeně sloužit v armádě                                          | Za obranu odpovídá Spojené království (2000) |
| Možnost změny pohlaví                                                                   | No                                           |
| Přístup k umělému oplodnění pro lesbické ženy                                           |                                              |
| MSMs smějí darovat krev                                                                 | No                                           |
| Náhradní mateřství pro gay páry                                                         | (Zakázáno i pro heterosexuální páry)         |